# Frederick Morgan (Politiker, 1834)

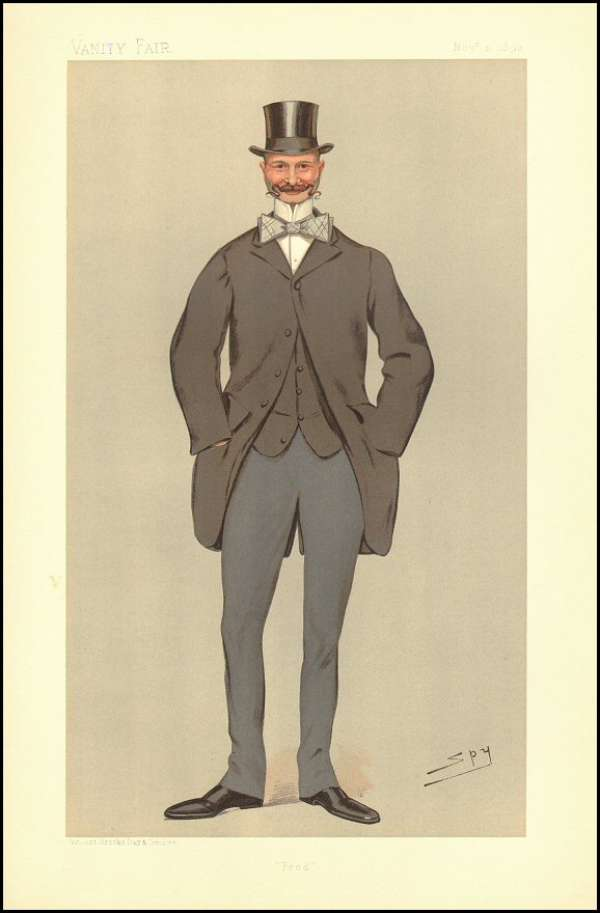
Frederick Morgan. Karikatur in der Vanity Fair von 1893

Frederick Courtenay Morgan (auch Frederic Morgan) (* 24. Mai 1834; † 9. Januar 1909) war ein britischer Politiker, der siebenmal als Abgeordneter für das House of Commons gewählt wurde.

## Herkunft und Leben
Frederic Morgan entstammte der Familie Morgan, einer Familie der Gentry aus Wales. Er war der dritte Sohn von Charles Morgan und dessen Frau Rosamund Mundy. Sein Vater wurde 1859 zum Baron Tredegar erhoben. Morgan trat als Offizier in die British Army ein und diente während des Krimkriegs in der Rifle Brigade. Er schied als Hauptmann aus der Armee aus. Nachdem sein Onkel Charles Morgan, der langjähriger Abgeordneter für Monmouthshire im House of Commons gewesen war, bei der Unterhauswahl 1874 nicht erneut kandidierte, wurde Frederick Morgan als Kandidat der Conservative Party gewählt. Bei der Unterhauswahl 1880 wurde er wiedergewählt. Nachdem der Wahlbezirk Monmouthshire in drei Wahlbezirke aufgeteilt wurde, kandidierte Morgan ab 1885 erfolgreich für South Monmouthshire. Bei den folgenden Unterhauswahlen wurde er bis zur Wahl 1900 jeweils wiedergewählt, bis er bei der Unterhauswahl 1906 nicht erneut kandidierte. Sein Nachfolger als Kandidat der Conservative Party wurde sein Sohn Courtenay Morgan, der jedoch die Wahl verlor.

## Familie und Nachkommen
Morgan hatte am 3. Mai 1858 Charlotte Anne Williamson, eine Tochter von Charles Williamson aus Balgray in Dumfries geheiratet. Mit ihr hatte er vier Kinder:
1. Blanche Frances Morgan (1859–1948)
2. Violet Wilhelmina Morgan (1860–1943)
3. Courtenay Charles Evan Morgan, 1. Viscount Tredegar (1867–1934)
4. Frederic George Morgan, 5. Baron Tredegar (1873–1954)

Nach dem kinderlosen Tod von Morgans Bruder Godfrey Morgan, 1. Viscount Tredegar 1913 erbte sein ältester Sohn Courtenay Morgan den Titel Baron Tredegar und die Besitzungen der Familie.